# Abu Bakar von Johor

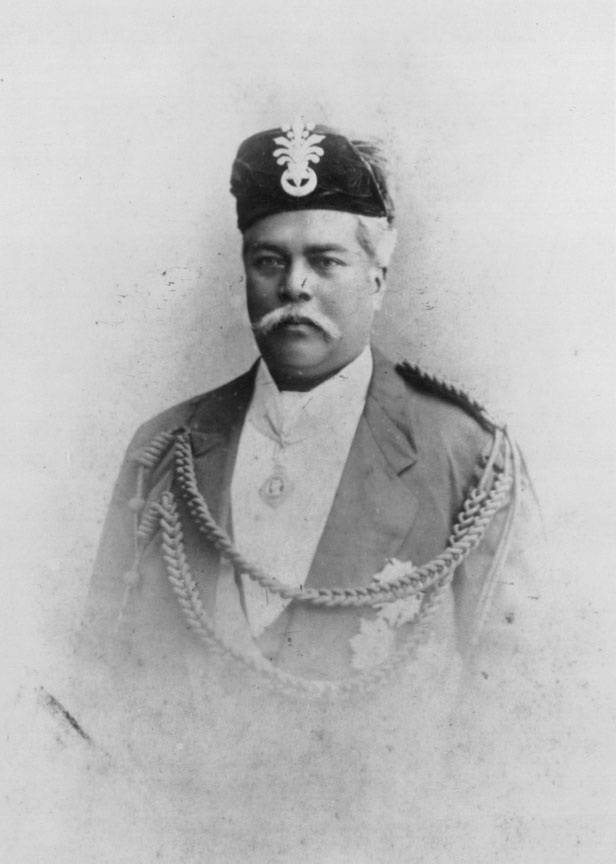
Sultan Abu Bakar, vor 1895

Abu Bakar von Johor (geboren 3. Februar 1833 in Singapur; gestorben 4. Juni 1895 in London) war von 1886 bis 1895 Sultan von Johor. Er förderte die wirtschaftliche Entwicklung in Johor und bewahrte die Unabhängigkeit von Großbritannien zu einer Zeit, als die meisten südostasiatischen Staaten in europäische Kolonialreiche eingegliedert wurden.

## Leben
Abu Bakar wurde 1862 dritter Temenggong, ein untergeordneter Beamter, der nach einem britischen Vertrag von 1824 und 1855 anstatt eines Sultans das Reich Johor regierte. Er erhöhte 1868 seinen Titel zum Maharadscha und wurde 1886 von Großbritannien als Sultan anerkannt, wodurch die Linie des ehemaligen Sultans beendet wurde. Als fähiger und kluger Herrscher sorgte er für die Förderung von Handel, Investitionen und Landwirtschaft in seinem Land. Insbesondere förderte er die Entwicklung von Gambir- und Pfefferplantagen.
Abu Bakar lebte in der britischen Kolonie Singapur, er war prowestlich eingestellt und griff bei inneren Angelegenheiten auch auf westliche Berater und Methoden zurück (Großbritannien hatte im Rahmen eines Abkommens von 1861 die Kontrolle über Johors äußere Angelegenheiten). Diese Praxis kam ihm zugute, als er die Briten davon überzeugte, dass die Regierung von Johor stabil und gerecht sei. Er durchschaute die britischen Positionen zu wichtigen Themen und legte seine eigene Politik entsprechend fest, wobei er bei Bedarf Kompromisse einging. So bewahrte er nicht nur seine Unabhängigkeit, sondern stärkte auch seine Position gegenüber anderen malaysischen Herrschern.
1866 wurde er von der britischen Krone als Knight Commander des Order of the Star of India und 1876 als Knight Grand Cross des Order of St Michael and St George ausgezeichnet.